# Nissan Pulsar
Nissan Pulsar – kompaktowy samochód osobowy produkowany przez japońską firmę Nissan w latach 1978 — 2006. Zastąpił on model Cherry, sam pod koniec produkcji został zastąpiony przez Nissana Tiida (bądź Versa, w zależności od rynku). Pulsar był samochodem przednionapędowym, pomimo tego Nissan sprzedawał także przez część lat 80. oraz początek 90. odmianę z napędem AWD. Część egzemplarzy sprzedawana była pod nazwami Nissan Sunny lub Nissan Almera.

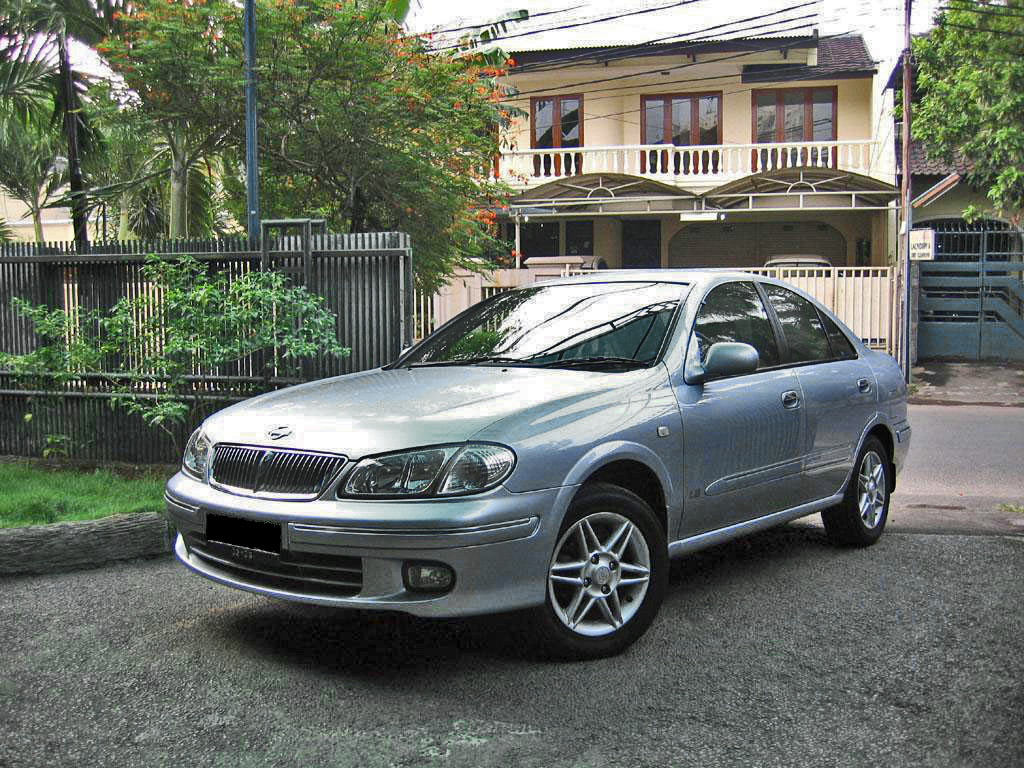
2004 Nissan Pulsar 1.8 Super Saloon N16

## Nissan Pulsar C13
Nissan Pulsar C13 − W 2014 roku zadebiutowała nowa wersja Pulsara oznaczona jako C13. Jest to pierwszy samochód tej marki, który na europejskim rynku sprzedawany jest oficjalnie pod nazwą Pulsar. Pulsar ma wypełnić lukę, która powstała po zaprzestaniu produkcji modelu Nissan Almera. Początkowo C13 sprzedawany ma być z silnikami benzynowymi 1.2 DIG-T o mocy 116 KM, 1.6 DIG-T o mocy 190 KM oraz jednostką Diesel 1.5 dCi o mocy 110 KM.
Nowy Pulsar produkowany jest w fabryce w Barcelonie.

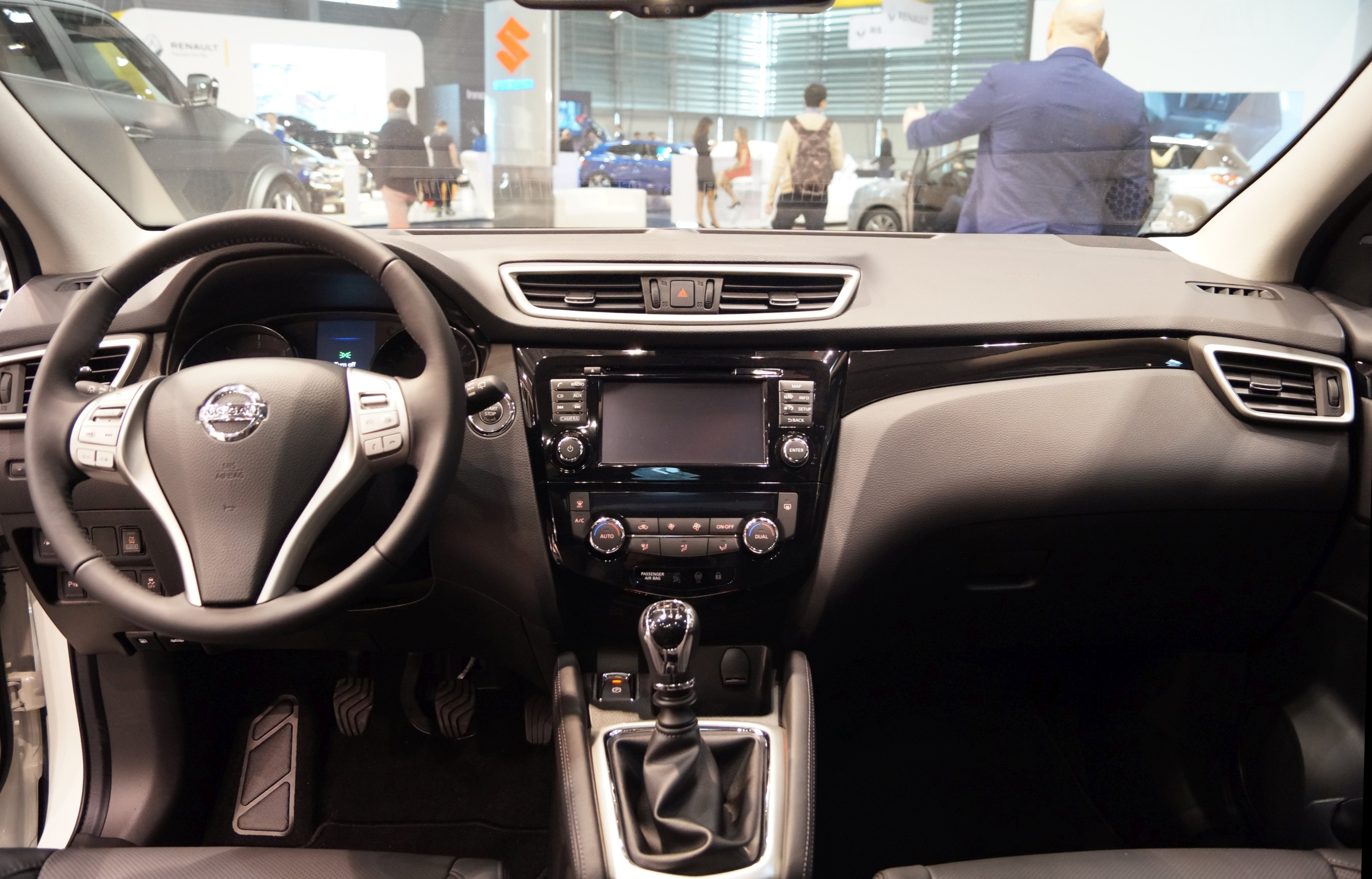
Wnętrze Pulsara C13